# Pseudobagrus tenuifurcatus
Pseudobagrus tenuifurcatus är en fiskart som först beskrevs av Nichols, 1931.  Pseudobagrus tenuifurcatus ingår i släktet Pseudobagrus och familjen Bagridae. Inga underarter finns listade i Catalogue of Life.